# Kanton Marseille-Les Cinq-Avenues
Der Kanton Marseille-Les Cinq-Avenues war bis 2015 ein französischer Wahlkreis im Arrondissement Marseille, im Département Bouches-du-Rhône und in der Region Provence-Alpes-Côte d’Azur. Die landesweiten Änderungen in der Zusammensetzung der Kantone brachten im März 2015 seine Auflösung.
Er umfasste Teile des 1. und 4. Arrondissements von Marseille mit den Stadtteilen:

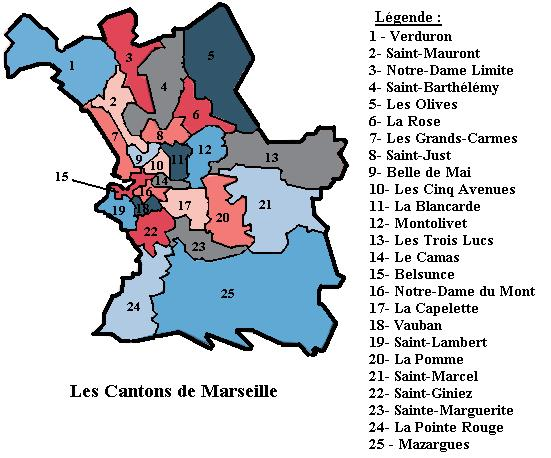
Die Kantonsaufteilung von Marseille bis zum Jahr 2015

- Chapitre
- Chartreux
- Chute Lavie
- Cinq Avenues
- Saint-Charles